# Joaquín Palomares
Joaquín Palomares (* 1962) ist ein spanischer Geiger und Musikpädagoge.

## Leben
Palomares studierte Violine und Kammermusik an den Konservatorien von Valencia und Brüssel. Zu seinen Lehrern zählten u. a. Agustín León Ara, Eugène de Canck und Jean van den Doorn. Er vervollkommnete seine Ausbildung bei Waleri Klimow, Dénes Zsigmondy und Aaron Rosand und debütierte als Solist fünfzehnjährig mit Beethovens Violinkonzert. Im Folgejahr nahm er am Carl-Flesch-Violinwettbewerb in London teil.
Er begann seine Laufbahn als Konzertviolinist in Europa und Asien mit namhaften Sinfonie- und Kammerorchestern wie dem Orquesta Nacional de España, dem Radio Sinfonie Orchester Spanien, dem Wiener Mozart Orchester, dem Kammerorchester der Musikakademie Łódź und dem Kiev Chamber Orchestra und trat unter der Leitung von Dirigenten wie José Serebrier, Alexander Tschernuschenko, Jorge Mester, Edmon Colomer i Soler, Manuel Galduf, Jerzy Salwarowski, Michail Wladimirowitsch Jurowski, Lorin Maazel und László Marosi auf.
Zu Palomares' Kammermusikpartnern zählen u. a. Radu Aldulescu, James Levine, Bruno Canino, Claude Delangle und Franco Petracchi. Er ist Gründungsmitglied des Orquesta Clásica Ciudad de Murcia, des Art Tango Ensemble, der Camerata Virtuosi, des Beethoven Klavier Quartett und des Beaux-Arts String Trio und trat als Duo mit dem Pianisten Andrea Rucli auf. Für Labels wie Prodigital Records, Bravo Artist und Master Record CD spielte er Werke von Johannes Brahms, Bela Bartok, Enrique Granados, Turina, Edward Grieg, Gabriel Fauré, Edward Elgar, Frederick Delius und Anton Rubinstein ein. Seine Aufnahme von Werken Darius Milhauds mit Michel Wagemans und Paul Cortese wurde 1990 für einen Gramophone Classical Music Award nominiert. Seine CDs mit Liveaufnahmen von Werken Beethovens, Hindemiths, Chaussons und Serebriers fanden bei Musikkritikern große Anerkennung.
1984–85 unterrichtete Palomares am Konservatorium von Barcelona. Seitdem hat er einen Lehrstuhl am Conservatorio Superior de Murcia inne. Daneben gibt er Meisterkurse an anderen Konservatorien Spaniens, am Königlichen Konservatorium Brüssel und am Konservatorium von Reykjavík. Palomares ist mit der Geigerin Unnur Pálsdóttir verheiratet. Auch ihr Sohn Joaquín Páll Palomares hat eine Laufbahn als Geiger eingeschlagen.